# Messier 96
Messier 96 (M96) även känd som NGC 3368, är en spiralgalax i stjärnbilden Lejonet på ett avstånd av ca 31 miljoner ljusår från solsystemet. Den upptäcktes 1781 av Pierre Méchain och infördes fyra dagar senare av Charles Messier som nummer 96 i dennes katalog. M96 ingår i M96-hopen och är dess mest ljusstarka galax.

## Observation och utseende
För att erhålla en idealisk minsta upplösning, vid god seeing, behövs åtminstone ett 10-tums teleskop, för att utskilja dess halo på 3 x 5 bågminuter med dess ljusare kärnregion. Denna komplexa galax lutar med en vinkel av ca 53° mot siktlinjen från jorden och är orienterad i en positionsvinkel på 172°.

## Egenskaper
Messier 96 kategoriseras som en dubbelstavig spiralgalax med en liten inre bulb genom kärnan tillsammans med en yttre bulb. Kärnan visar en svag aktivitetsnivå av typen LINER2. Variationer i ultraviolett strålning från kärnan tyder på närvaro av ett supermassivt svart hål. Uppskattningarna av detta objekts massa varierar från 1,5×106 till 4,8×107 solmassor.
Den 9 maj 1998 observerades en supernova av typ Ia i galaxen, registrerad som SN 1998bu. Den nådde maximal ljusstyrka den 21 maj och har därefter stadigt minskat i magnitud. Observationer av utstrålning ett år senare påvisade skapandet av 0,4 solmassor av järn. Spektrumet av supernovaresterna bekräftade förekomsten av det radioaktiva 56Co, som sönderfaller till 56Fe.
Messier 96 är ungefär lika stor som Vintergatan. Den är en mycket asymmetrisk galax, som har stoft och gas ojämnt spridda över dess glesa spiralarmar, och dess kärna kompenseras bara från de inre delarna av dess ytterområden. Dess armar är också asymmetriska och tros ha påverkats av gravitationskraften hos andra galaxer inom gruppen.
Messier 96 studeras som en del av en undersökning av 50 närliggande galaxer kallad Legacy ExtraGalactic UV Survey (LEGUS), som ger en oöverträffad bild av stjärnbildning inom den lokala delen av universum.

## M96-gruppen
Messier 96 är den ljusaste galaxen inom M96-gruppen, en grupp galaxer i Lejonet, vars andra Messierobjekt är M95 och M105. Till detta läggs minst nio andra galaxer. Den är den närmaste gruppen inom Lokala gruppen med kombination av ljusstarka spiralgalaxer och en ljusstark elliptisk galax (Messier 105).

## Galleri

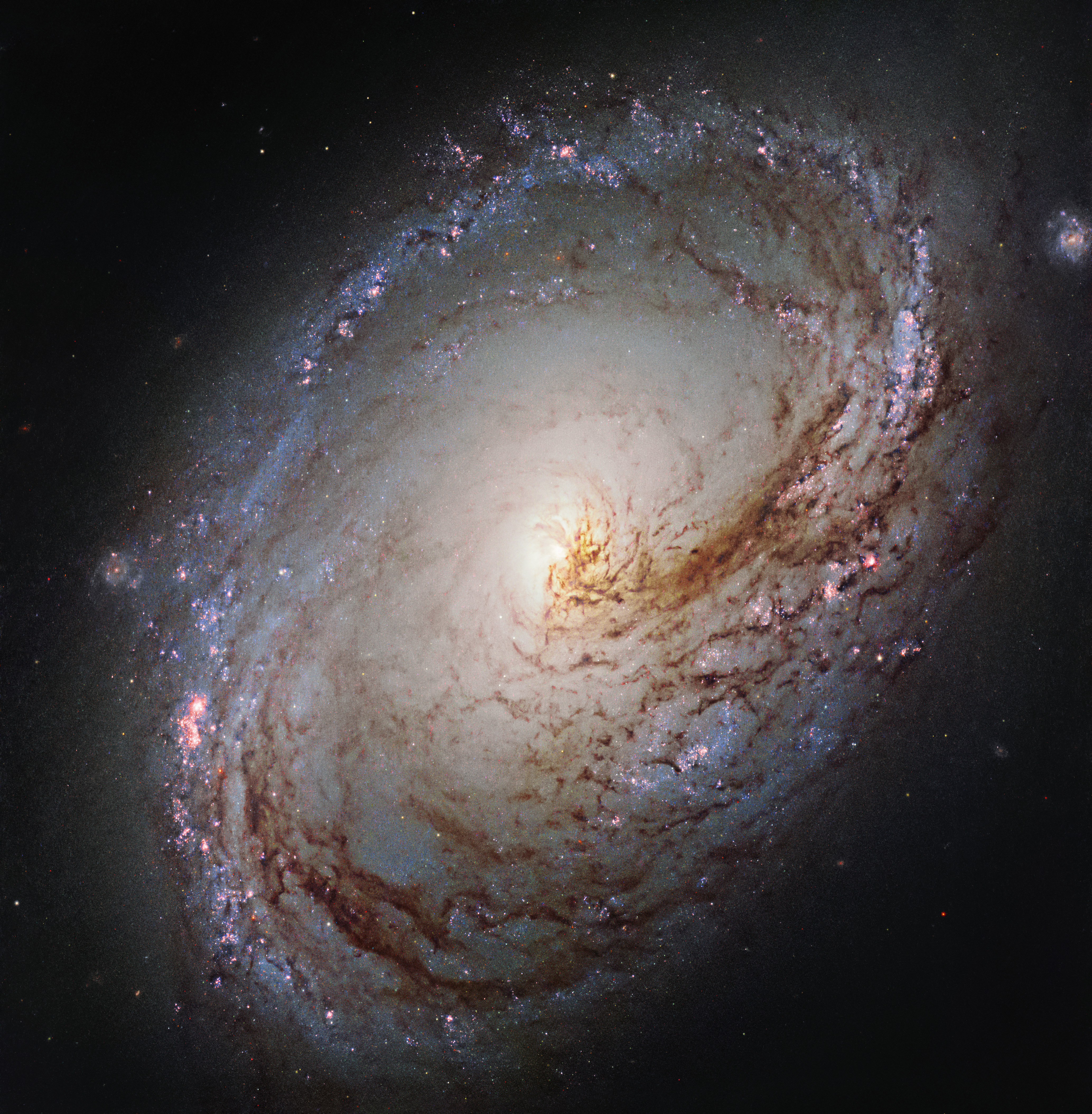
Messier 96, NASA/ESA med Hubbleteleskopet, 4 september 2015
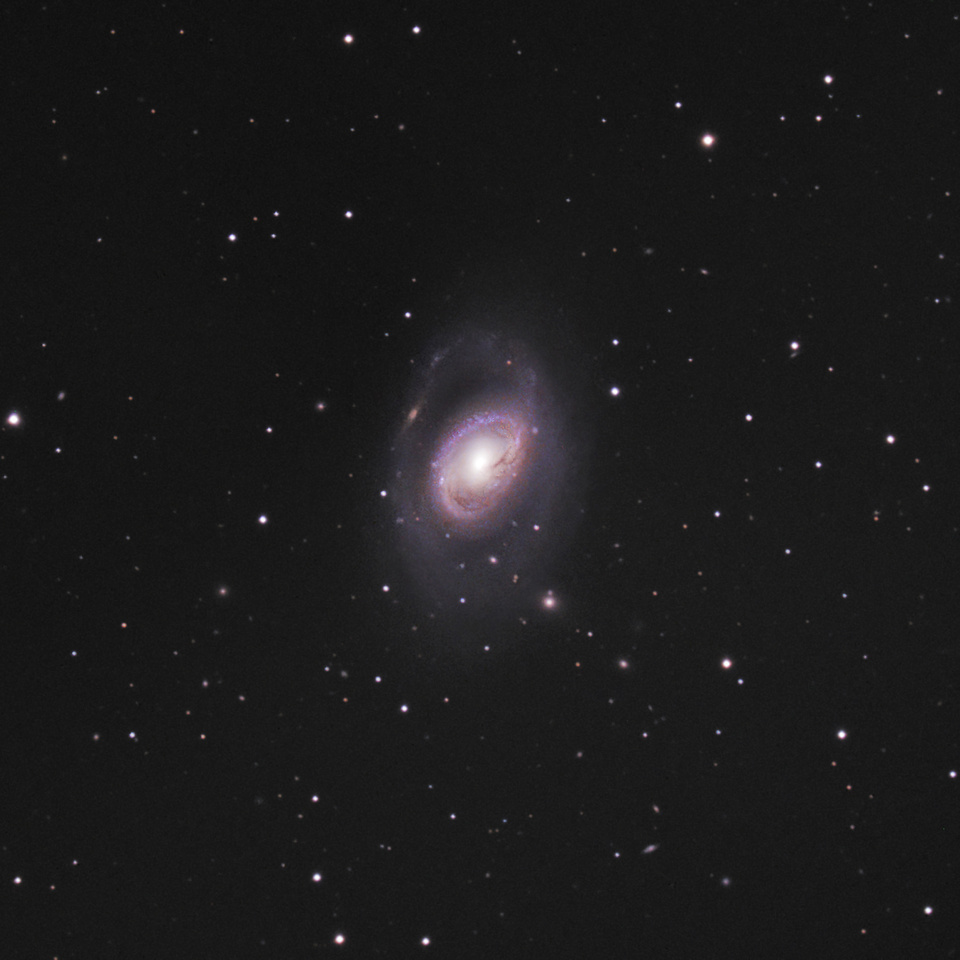
Messier 96 med amatörteleskop